# Реберня
Ребе́рня — ресторан мережі концептуальних закладів Холдингу емоції «!FEST», відомий своїм монопродуктом, свинячими ребрами, які за концепцією їдять руками, без приборів. Перша Реберня — Реберня Під Арсеналом — відкрилась у Львові на вулиці Підвальній, у центрі міста, у травні 2016 року. 
Саме слово «реберня» — це неологізм, вигаданий засновниками холдингу (Андрій Худо,  Юрій Назарук та Дмитро Герасімов) та командою у 2016 році. Станом на 2024 рік, словом «реберня» вже позначають ресторани різних мереж та власників, підкреслюючи основний продукт з меню.  

## Опис та концепція
Формат ресторації «Реберня» — демократичний заклад. За концепцією тут не подають столових приборів, а тому їсти страви треба руками. Офіціант(к)и в Реберні ходять із сокирами, які використовують для рубання (нарізання) страв. Окрім того, гостям видають фартухи для зручності, а на столах — паперові скатертини, на яких малюють умовні «прибори».   
Станом на початок 2024 року в Україні працює 8 закладів мережі: три у Львові, дві — у Києві, дві — в Одесі, і ще одна — в Тернополі. 

## Інтерʼєр
В інтерʼєрах мережі Реберень на стінах розміщені картини з гостросоціальними сюжетами вже знаних та ще невідомих художників (в т.ч., Андрія Єрмоленка, Ярослава Боднара, Станіслава Перфецького, Олексія Кокорева та ін). Саме картини на гостросоціальні теми стали причиною скандалу, коли Реберня відкривала перший заклад в Одесі. 

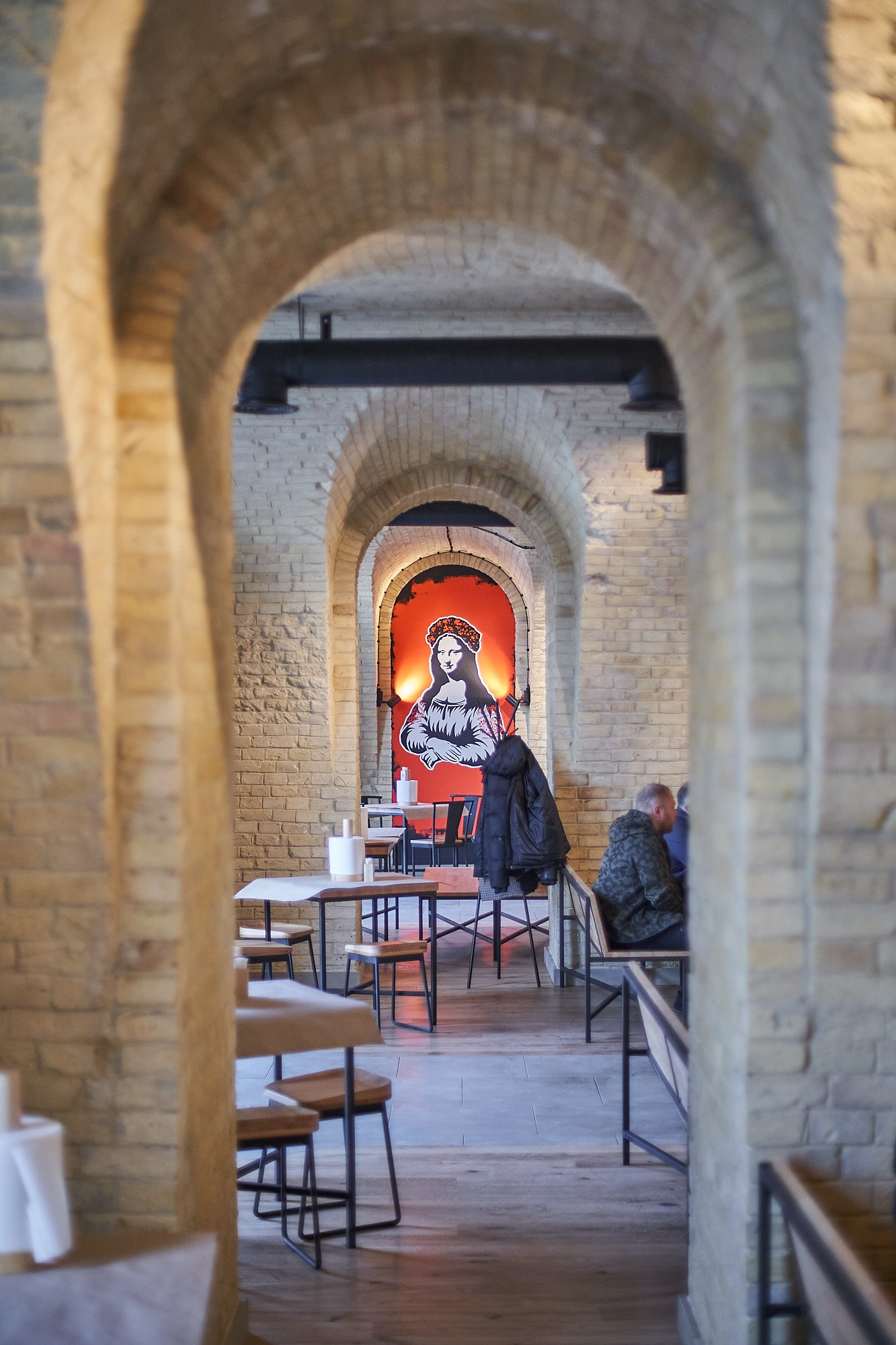
Реберня на Арсенальній (Київ)
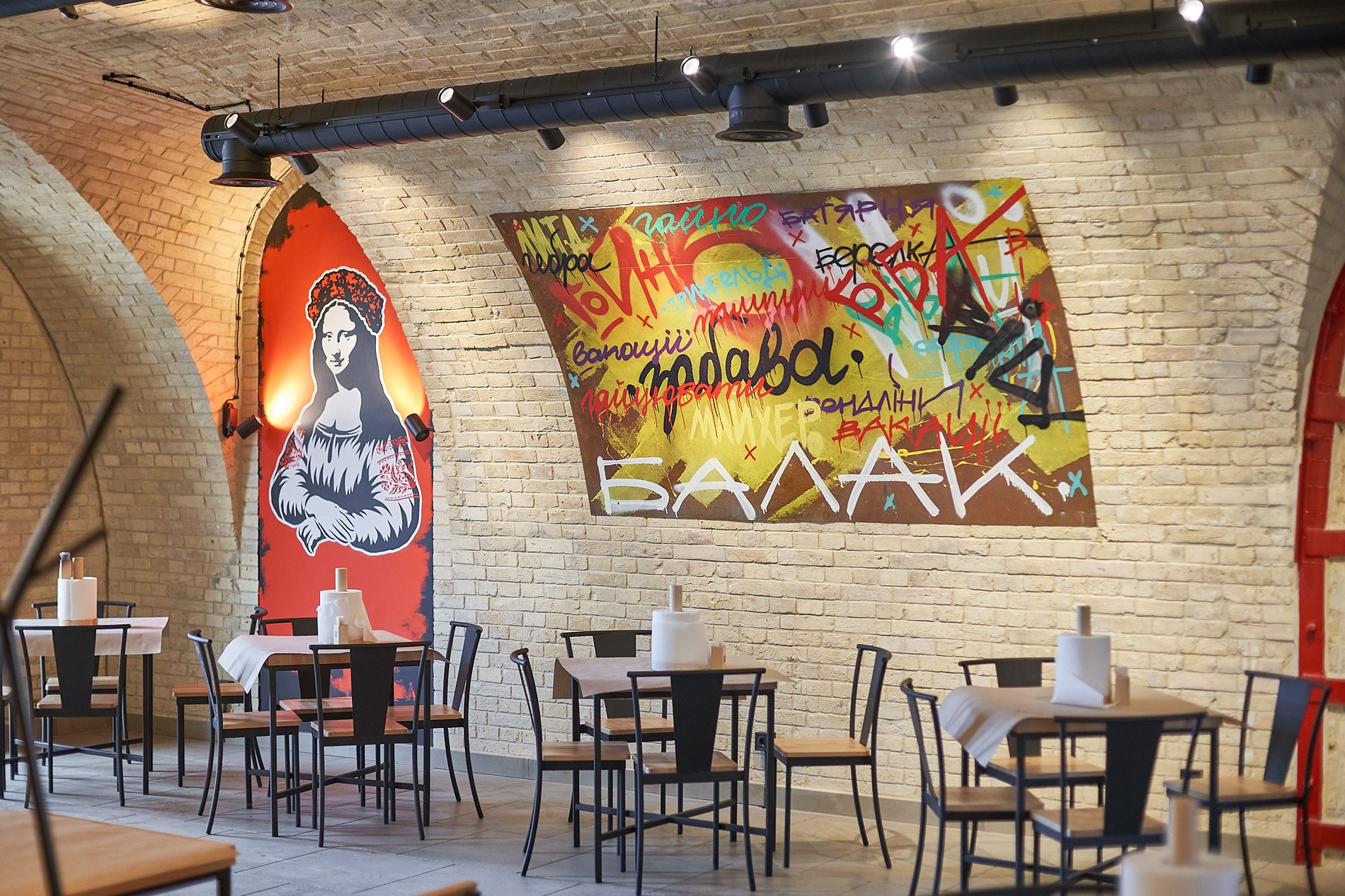
Реберня на Арсенальній (Київ)
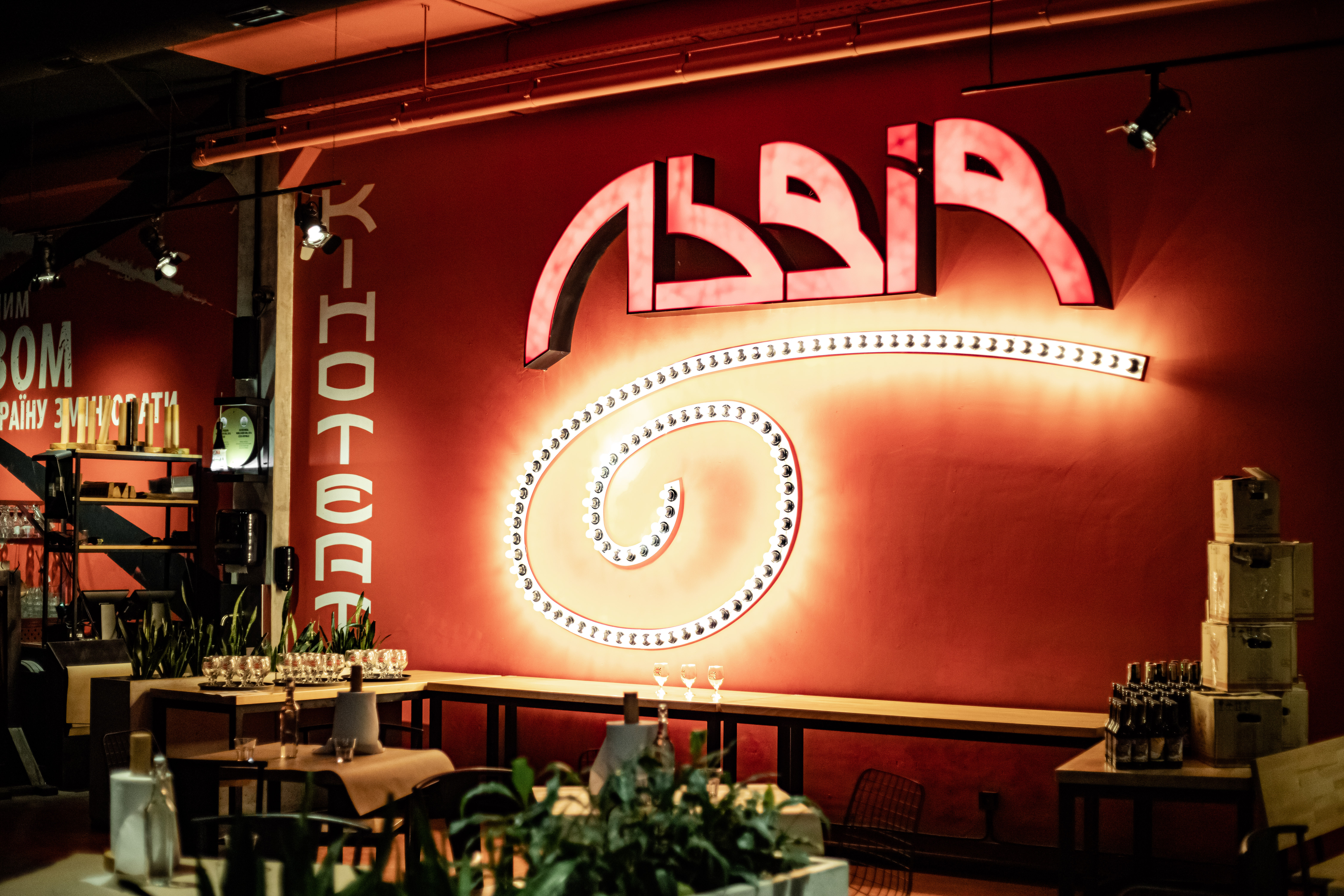
Копія вивіски з кінотеатру «Львів» у Реберні на Стрийській (Львів)

Окрім картин, у Ребернях інстальовані елементи, котрі є характерними для міст чи локацій, в якому розташовані заклади. Часом це елементи чи цілі вироби, що вже зникають з теперішнього побуту. Так, наприклад, у Реберні на Стрийській (Львів) розміщена копія вивіски з кінотеатру «Львів», а також автонавантажувач, виготовлений «Львівським заводом автонавантажувачів». 
Також у Ребернях в Одесі та Львові використано люстри з ізоляторів львівського ізоляторного заводу.